# Change (Christina Aguilera)
Change è un brano musicale della cantante statunitense Christina Aguilera scritto da lei stessa, Fancy Hagood e Flo Reutter. È stato pubblicato il 16 giugno 2016 come un singolo di beneficenza per le vittime della strage di Orlando.

## Tracce
Download digitale
1. Change – 3:07

## Classifiche
| Classifica (2016) | Posizione massima |
| ----------------- | ----------------- |
| Canada            | 36                |
| Cile              | 33                |
| Francia           | 121               |
| Spagna            | 28                |
| Regno Unito       | 173               |
| Stati Uniti       | 105               |